# Кь
Кь je spřežka používaná v některých kavkazských jazycích. Spřežka se skládá z písmena К a měkkého znaku. V abazinštině spřežka zachycuje hlásku kʲ, v darginštině zachycuje hlásku q'. V abazinštinštině se může spřežka objevit na začátku slova.

## Кь v abcházštině
V abcházštině spřežka Кь zachycuje hlásku k'ʲ.
V první variantě abchazské azbuky byla místo spřežky Кь požívána spřežka Кј, která byla později komisí pro překlady nahrazena písmenem К̆. V později zavedené latinské abecedě N. J. Marra spřežce Кь odpovídalo písmeno ⱪ, v abecedě N. F. Jakovleva spřežce Кь odpovídala spřežka ⱪı. V době, kdy byla abcházština zapisována gruzínským písmem, spřežce Кь odpovídala spřežka კჲ. Spřežka Кь byla zavedena se znovuzavedením zápisu abcházštiny cyrilicí.